# Ana Ysa Tejeda
Ana Ysa Tejeda (Santo Domingo, 12 de marzo de 1971) es una nadadora dominicana. Es la primera y única campeona mundial de natación en la categoría de Natación Máster. En 2014, Ana Ysa Tejeda estuvo entre las diez mejores nadadoras del mundo. Fue miembro y capitana del equipo de la Universidad Rider en Nueva Jersey.

## Carrera
- Medalla de oro, 50 metros dorso, Campeonato Mundial de Natación Máster (2014)[7]
- Medalla de plata, 200 metros dorso, Campeonato Mundial de Natación Máster (2014)[8]